# Liga Nacional de Futsal 1999
Die Liga Nacional de Futsal 1999 war die vierte Spielzeit einer brasilianischen Futsalliga, der Liga Nacional de Futsal. Sie wurde vom Confederação Brasileira de Futsal ausgerichtet.

## Modus
Der Wettbewerb wurde in vier Phasen ausgetragen, zwei Vorrunden sowie Halb- und Finalspiele. In der ersten Runde traten alle Klubs im Ligaverfahren aufeinander. Die acht besten Teams zogen in die zweite Runde ein. Hier wurden zwei Gruppen je vier Klubs wieder im Ligamodus aufeinander. Die ersten beiden einer Gruppe zogen ins Halbfinale ein. Ab diesem folgte der Wettbewerb dem Pokalmodus mit Hin- und Rückspiel.

## Teilnehmer
- ASBAC Brasília
- Atlético Mineiro
- EC Banespa
- Associação Carlos Barbosa de Futsal
- SC Corinthians
- Foz Futsal
- ADC General Motors
- SC Internacional
- CE Miécimo da Silva
- Minas Tênis Clube
- FC São Paulo
- CR Vasco da Gama
- SC Ulbra

## 1. Runde

### Tabelle
| Pl. | Verein              | Sp. | S  | U | N  | Tore    | Diff. | Punkte |
| --- | ------------------- | --- | -- | - | -- | ------- | ----- | ------ |
| 1.  | Atlético Mineiro    | 24  | 17 | 5 | 2  | 126:770 | +49   | 56     |
| 2.  | SC Ulbra (M)        | 24  | 15 | 2 | 7  | 095:700 | +25   | 47     |
| 3.  | General Motors      | 24  | 13 | 5 | 6  | 106:850 | +21   | 44     |
| 4.  | CR Vasco da Gama    | 24  | 12 | 5 | 7  | 092:850 | +7    | 41     |
| 5.  | CE Miécimo da Silva | 24  | 11 | 6 | 7  | 087:790 | +8    | 39     |
| 6.  | FC São Paulo        | 24  | 11 | 4 | 9  | 095:820 | +13   | 37     |
| 7.  | SC Internacional    | 24  | 9  | 5 | 10 | 076:720 | +4    | 32     |
| 8.  | Minas Tênis Clube   | 24  | 9  | 5 | 10 | 094:920 | +2    | 32     |
| 9.  | EC Banespa          | 24  | 9  | 4 | 11 | 108:105 | +3    | 31     |
| 10. | Carlos Barbosa      | 24  | 8  | 6 | 10 | 081:920 | −11   | 30     |
| 11. | Foz Futsal          | 24  | 7  | 6 | 11 | 081:850 | −4    | 27     |
| 12. | ASBAC Brasília      | 24  | 6  | 1 | 17 | 067:121 | −54   | 19     |
| 13. | SC Corinthians      | 24  | 2  | 0 | 22 | 049:112 | −63   | 06     |

| Zum Saisonende 1998: |                       |
| (M)                  | Meister des Vorjahres |

### Kreuztabelle
|               | ASBAC | Atlético | Banespa | Barbosa | Corinthians | Foz | GM  | Intern. | Miécimo | Minas | São Paulo | Vasco | Ulbra |
| ------------- | ----- | -------- | ------- | ------- | ----------- | --- | --- | ------- | ------- | ----- | --------- | ----- | ----- |
| ASBAC         | –     | 7:4      | 4:6     | 4:3     | 3:2         | 2:9 | 1:5 | 5:9     | 5:4     | 2:3   | 2:2       | 6:4   | 4:6   |
| Atlético      | 3:1   | –        | 14:6    | 5:1     | 7:1         | 6:4 | 3:0 | 8:4     | 7:4     | 6:2   | 6:2       | 5:4   | 5:0   |
| Banespa       | 15:5  | 6:7      | –       | 6:2     | 5:4         | 5:5 | 3:3 | 3:6     | 2:3     | 1:1   | 5:6       | 3:5   | 5:4   |
| Barbosa       | 3:1   | 4:4      | 5:3     | –       | 5:1         | 2:6 | 3:3 | 4:4     | 5:4     | 2:3   | 4:2       | 7:6   | 8:9   |
| Corinthians   | 1:2   | 0:5      | 1:3     | 2:4     | –           | 1:4 | 6:5 | 1:4     | 6:2     | 2:7   | 3:4       | 0:1   | 1:7   |
| Foz Futsal    | 6:2   | 4:4      | 3:7     | 3:3     | 9:2         | –   | 3:1 | 1:1     | 4:3     | 3:3   | 6:2       | 3:3   | 2:2   |
| GM            | 9:0   | 5:5      | 7:6     | 3:2     | 5:3         | 5:3 | –   | 5:3     | 4:3     | 2:6   | 6:4       | 9:8   | 1:4   |
| Internacional | 7:1   | 5:5      | 5:4     | 2:5     | 5:0         | 3:2 | 3:0 | –       | 3:5     | 5:2   | 1:4       | 0:2   | 2:1   |
| Miécimo       | 4:1   | 3:3      | 5:2     | 4:3     | 4:2         | 4:6 | 5:2 | 0:4     | –       | 4:2   | 7:6       | 5:6   | 5:5   |
| Minas         | 7:6   | 1:6      | 1:2     | 3:3     | 7:4         | 3:3 | 6:4 | 5:4     | 3:3     | –     | 6:7       | 4:4   | 3:4   |
| São Paulo     | 4:0   | 6:4      | 2:2     | 0:0     | 7:0         | 5:5 | 0:2 | 3:4     | 5:2     | 6:3   | –         | 5:0   | 3:5   |
| Vasco         | 4:3   | 3:4      | 4:7     | 5:1     | 5:2         | 0:0 | 3:3 | 2:1     | 2:1     | 2:2   | 7:6       | –     | 4:3   |
| Ulbra         | 1:0   | 1:2      | 3:1     | 9:2     | 4:1         | 4:0 | 5:4 | 4:3     | 4:0     | 3:2   | 2:4       | 5:8   | –     |

## 2. Runde

### Gruppe A

#### Tabelle
| Pl. | Verein            | Sp. | S | U | N | Tore    | Diff. | Punkte |
| --- | ----------------- | --- | - | - | - | ------- | ----- | ------ |
| 1.  | FC São Paulo      | 6   | 3 | 3 | 0 | 029:330 | −4    | 12     |
| 2.  | Atlético Mineiro  | 6   | 3 | 2 | 1 | 035:310 | +4    | 11     |
| 3.  | CR Vasco da Gama  | 6   | 3 | 1 | 2 | 033:250 | +8    | 10     |
| 4.  | Minas Tênis Clube | 6   | 0 | 0 | 6 | 015:330 | −18   | 0      |

#### Kreuztabelle
|           | Atlético | Minas | São Paulo | Ulbra |
| --------- | -------- | ----- | --------- | ----- |
| Atlético  | –        | 8:3   | 6:6       | 6:4   |
| Minas     | 4:7      | –     | 2:3       | 2:5   |
| São Paulo | 4:4      | 5:2   | –         | 4:4   |
| Vasco     | 10:4     | 5:2   | 5:7       | –     |

### Gruppe B

#### Tabelle
| Pl. | Verein              | Sp. | S | U | N | Tore    | Diff. | Punkte |
| --- | ------------------- | --- | - | - | - | ------- | ----- | ------ |
| 1.  | ADC General Motors  | 6   | 5 | 0 | 1 | 022:160 | +6    | 15     |
| 2.  | CE Miécimo da Silva | 6   | 2 | 1 | 3 | 019:220 | −3    | 07     |
| 3.  | SC Internacional    | 6   | 2 | 1 | 3 | 015:190 | −4    | 07     |
| 4.  | SC Ulbra (M)        | 6   | 2 | 0 | 4 | 016:150 | +1    | 06     |

| Zum Saisonende 1998: |                       |
| (M)                  | Meister des Vorjahres |

#### Kreuztabelle
|                | GM  | Intern. | Miécimo | Ulbra |
| -------------- | --- | ------- | ------- | ----- |
| General Motors | –   | 2:1     | 3:6     | 3:4   |
| Internacional  | 2:5 | –       | 3:6     | 3:4   |
| Miécimo        | 3:6 | 2:2     | –       | 4:1   |
| Ulbra          | 2:3 | 5:1     | 4:4     | –     |

## Finalrunde

### Turnierplan
|  | Halbfinale     | Halbfinale |         |          | Finale | Finale |
|  |                |            |         |          |        |        |
|  |                |            |         |          |        |        |
|  | São Paulo      | 2 / 3      |         |          |        |        |
|  | Miécimo        | 4 / 3      |         |          |        |        |
|  |                |            | Miécimo | 3 / 4    |        |        |
|  |                |            |         | Atlético | 5 / 5  |        |
|  | General Motors | 2 / 2      |         |          |        |        |
|  | Atlético       | 4 / 3      |         |          |        |        |
|  |                |            |         |          |        |        |

### Halbfinale
| Datum      |                    | Gesamt |                     | Hinspiel | Rückspiel |
| ---------- | ------------------ | ------ | ------------------- | -------- | --------- |
| 25./.28.7. | FC São Paulo       | 5:7    | CE Miécimo da Silva | 2:4      | 3:3       |
| 25./.28.7. | ADC General Motors | 4:7    | Atlético Mineiro    | 2:4      | 2:3       |

### Finale
| Datum   |                     | Gesamt |                  | Hinspiel | Rückspiel |
| ------- | ------------------- | ------ | ---------------- | -------- | --------- |
| 1./8.8. | CE Miécimo da Silva | 7:10   | Atlético Mineiro | 3:5      | 4:5       |